# Foreigner

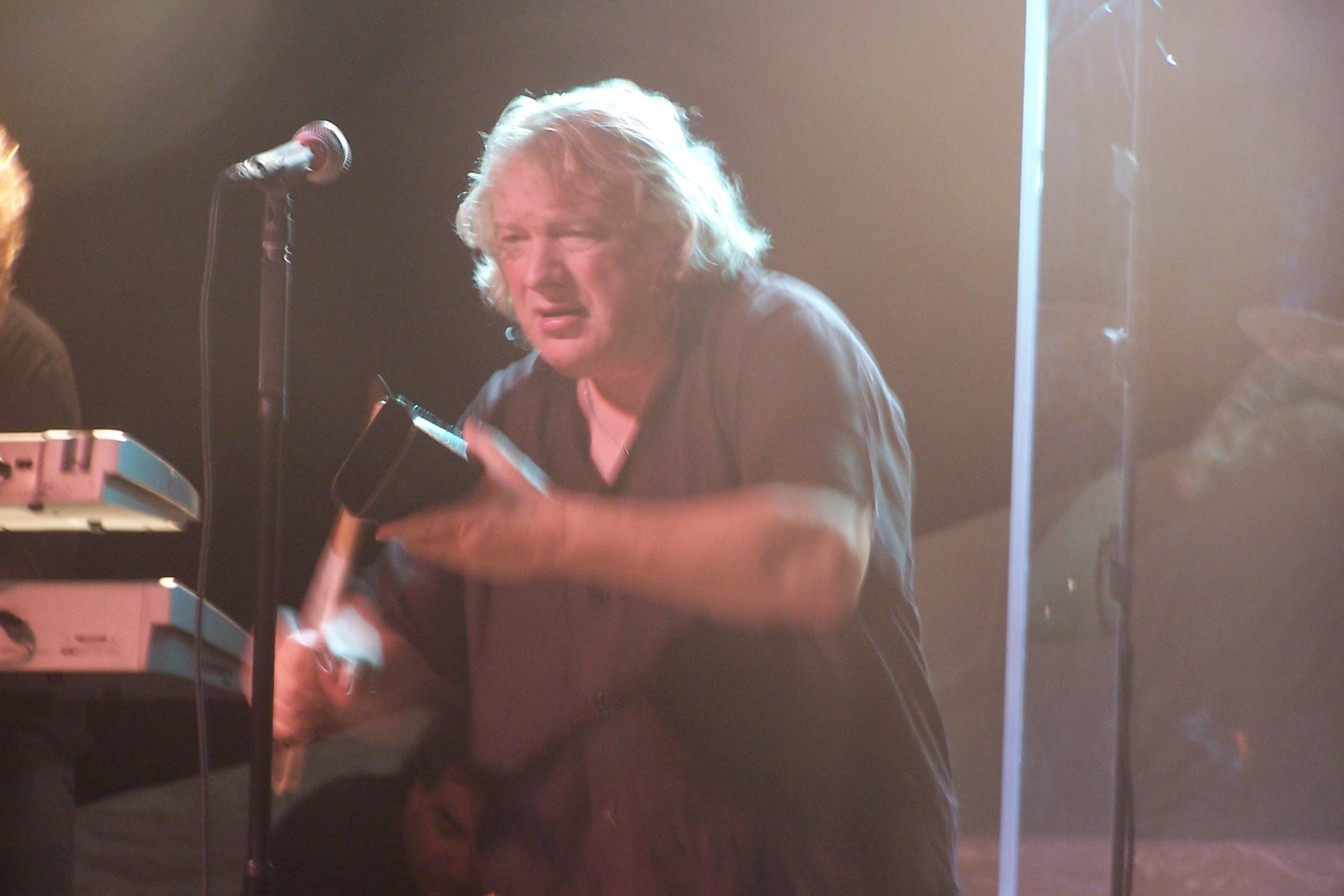
Lou Gramm al 2008

Foreigner és un grup de rock format a la ciutat de Nova York el 1976, pels veterans músics Mick Jones i l'antic King Crimson, Ian McDonald, amb el llavors desconegut cantant Lou Gramm. Foreigner ha venut més de 80 milions de discs a tot el món, incloent 37.500.000 als EUA només.

## Història
Foreigner és una banda liderada pel britànic Mick Jones (ex-component dels grups The Gladiators, Spooky Tooth i The Leslie West Band) qui a principis dels 70 va trobar l'ex King Crimson, Ian McDonald, formant així Foreigner al costat de Lou Gramm, Dennis Elliot, Al Greenwood i Ed Gagliardi com un sextet. A Jones se li va ocórrer el nom de Foreigner (Estranger) pel fet que tant ell, com McDonald i Elliot eren britànics, al costat de Gramm, Greenwood i Gagliardi, que eren nord-americans.

## Discografia

### Àlbums
- 1977 - Foreigner
- 1978 - Double Vision
- 1979 - Head Games
- 1981 - 4
- 1982 - Records
- 1985 - Agent Provocateur
- 1987 - Inside Information
- 1991 - Unusual Heat
- 1992 - The Very Best... and Beyond
- 1994 - Mr. Moonlight
- 2006 - Live In '05
- 2009 - Can't Slow Down

### DVD
- 1991 - The Foreigner Story: Feels Like The Very First Time (Picture Format: NTSC 4:3)
- 2001 - Foreigner
- 2001 - 4
- 2003 - Foreigner: All Access Tonight
- 2003 - Live At Deer Creek (Picture Format: NTSC 4:3)
- 2007 - Alive & Rockin

### Recopilacions
- 1993 - Classic Hits Live/Best of Live (1993)
- 1994 - JukeBox Hero: Best of (1994)
- 1999 - The Platinum Collection (1999)
- 1999 - Rough Diamonds No. 1 (1999)
- 2000 - Hot Blooded and Other Hits (2000)
- 2000 - Anthology: Jukebox Heroes (2000)
- 2000 - Complete Greatest Hits (2002) #80 US
- 2002 - The Definitive (2002) #33 UK
- 2006 - The Definitive Collection 2CD
- 2008 - No End In Sight: The Very Best Of Foreigner - 2CD

## Guardons
Nominacions
- 1978: Grammy al millor nou artista